# Cladolejeunea aberrans
Espèce
Synonymes
- Ceratolejeunea aberrans Stephani[1]

Statut de conservation UICN

 EN B1+2cd : En danger
Cladolejeunea aberrans est une espèce de plantes de la famille des Lejeuneaceae.

## Publication originale
- Annales Bryologici 6: 114. 1933.